# Otto Brauneck
Otto Brauneck (ur. 27 lutego 1896, zm. 26 lipca 1917) – as lotnictwa niemieckiego Luftstreitkräfte z 10 potwierdzonymi zwycięstwami w I wojnie światowej oraz 5 niepotwierdzonymi.
Służbę w lotnictwie rozpoczął w jednostce rozpoznawczej FFA 69 w Macedonii. W jednostce odniósł 4 potwierdzone zwycięstwa, pierwsze we wrześniu 1916 roku. W styczniu 1917 roku został przeniesiony do eskadry myśliwskiej Jagdstaffel 25, gdzie odniósł kolejne 3 potwierdzone i 4 niepotwierdzone zwycięstwa. Został odznaczony Orderem Rodu Hohenzollernów 19 stycznia 1917 roku. Od 20 kwietnia przeniesiony został do Jagdstaffel 11, w której służył do swojej śmierci w walce w dniu 26 lipca 1917 roku. Został zestrzelony przez angielskiego asa, kapitana Noela Webba z 70 Eskadry RFC.

## Odznaczenia
- Królewski Order Rodu Hohenzollernów – 19 stycznia 1917
- Krzyż Żelazny I Klasy
- Krzyż Żelazny II Klasy